# И утре ще бъде друг ден
И утре ще бъде друг ден... по-добър (на испански: Y mañana será otro día... mejor) е мексиканска теленовела от 2018 г., режисирана от Лили Гарса, Фернандо Несме и Карина Дупрес, и продуцирана от Карлос Морено Лагийо за Телевиса. Версията, написана от Марта Карийо и Кристина Гарсия, е базирана на чилийската теленовела Cuenta conmigo от 2009 г., създадена от Хосе Игнасио Валенсуела.
В главните роли са Анхелика Вале, Алехандра Барос, Диего Оливера и Луис Ача, а в отрицателните - Ана Лайевска, Ана Ла Салвия и Маурисио Абуларак. Специално участие вземат Фабиан Роблес, Диего де Ерисе, Емануел Паломарес, Флоренсия де Сарачо и първите актриси Нурия Бахес и Сокоро Бония.

## Сюжет
Диана и Камило Сармиенто са женени, чийто брак е основан на любовта, и имат четири деца. Семейството живее в пълно щастие и хармония, но настъпват трудни моменти, защото Диана е диагонстицирана с рак на гърдата. След като научава трудната новина, Диана търси помощта на Моника, секретарката на Камило, която е дълбоко влюбена в него, за да ѝ помогне да намери нова съпруга на съпруга си. Повече от 20 г. Моника отговаря не само за професионалната програма на своя шеф, но и за личния му живот, и откакто работи в Медия Линк, компанията на Камило, е влюбена в него. Моника току-що е навършила 40 години и мисли, че влакът ѝ е отминал. Ето защо, когато Диана открива, че е дълбоко влюбена в Камило, тя сключва сделка с нея, за да накара съпруга си да се влюби и че той и децата ѝ няма да останат сами. Моника не знае дали ще бъде приета, в случай, че болестта победи Диана.
Моника има подкрепата на Химена, нейната съквартирантка и най-добрата приятелка, която я насърчава да завладее Камило. Децата на Диана и Камило са Рехина, която е на 17-години и току-що е разбрала, че е бременна, Кристобъл, незрял тийнейджър, който е започнал да пие, мислейки си, чи по този начин показва на родителите си, че е независим, Барбара, която мисли единствено за сватбения си ден с мъжа на живота ѝ Маурисио, амбициозен манипулатор, който иска да се възползва от богатството на Сармиенто, и накрая Нико, който е интелигентен и изкусен манипулатор, обичащ да слуша истории за майка си.
За Моника ще бъде истинско предизвикателство да покори четирите деца на Сармиенто, но не се изключва възможността Диана да оцелее.
Въпреки трудностите, които могат да възникнат, Моника винаги вижда положителната страна на живота и вярва, че – И утре ще бъде друг ден... по-добър.

## Актьори
- Анхелика Вале - Моника Рохас[3]
- Диего Оливера – Камило Сармиенто
- Алехандра Барос – Диана Алкантара де Сармиенто
- Нурия Бахес – Еухения Балмаседа
- Ана Лайевска – Маргарита Рохас
- Фабиан Роблес – Адриан Сармиенто
- Диего де Ерисе – Мануел Алвеар
- Фернанда Боркес – Хулия Олмедо
- Емануел Паломарес – Рафаел де ла Маса Сервантес / Рафаел Сармиенто Сервантес
- Флоренсия де Сарачо – Химена Исагире
- Маурисио Абуларак – Маурисио Ромеро
- Ана Ла Салвия – Алмудена Сервантес
- Сокоро Бония – Исабел Кастелар
- Естефания Виляреал – Нора Соле
- Андреа Ескалона – Лидия
- Миранда Кай – Рехина Сармиенто Алкантара
- Лиси Мартинес – Барбара „Барби“ Сармиенто Алкантара
- Оливер Нава – Кристобъл Сармиенто Алкантара
- Ари Пласера – Николас „Нико“ Сармиенто Алкантара
- Крис Паскал – Пабло Яниес
- Луис Хосе Севия – Луис
- Серхио Салдивар – Д-р Хуан
- Луис Мигел Диас-Морлет – Армандо
- Алехандро Сервантес – Фернандо
- Серхио Мадригал – Дамян
- Латин Ловер – Треньор
- Луис Ача – Иняки
- Фернанда Москосо
- Монсерат Хименес
- Хуан Диего Барон
- Жанет Понсо – Пилар Ембил
- Росио Медина – Палома

## Премиера
Премиерата на И утре ще бъде друг ден е на 16 април 2018 г. по Las Estrellas. Последният 76. епизод е излъчен на 29 юли 2018 г.

## Продукция
Снимките на теленовелата започват на 21 февруари 2018 г. във Форум 11 на Телевиса Сан Анхел и приключват на 12 юли 2018 г.

## Версии
- Cuenta conmigo, чилийска теленовела от 2009 г., продуцирана от Вероника Секел за Canal 13, с участието на Каролина Ареги, Бастиан Боденхьофер и Мария Искиердо.
  - През 1976 г. Ернесто Алонсо продуцира за Телевиса теленовела с подобно заглавие – Утре ще бъде друг ден, но историята е различна.